# باسكال جبريل
باسكال جبريل هو كاتب أغاني ومنتج أسطوانات بلجيكي، ولد في 15 ديسمبر 1956.

## وصلات خارجية
- باسكال جبريل على موقع ميوزك برينز (الإنجليزية)
- باسكال جبريل على موقع ميوزك برينز (الإنجليزية)
- باسكال جبريل على موقع أول ميوزيك (الإنجليزية)
- باسكال جبريل على موقع أول ميوزيك (الإنجليزية)
- باسكال جبريل على موقع ديسكوغز (الإنجليزية)
- باسكال جبريل على موقع ديسكوغز (الإنجليزية)